# Flavius Zeno
Flavius Zeno (oder Zenon) war ein oströmischer Heermeister (magister militum) im 5. Jahrhundert.
Zenon war isaurischer Abstammung und machte im oströmischen Militär Karriere, wo im 5. Jahrhundert mehrere Isaurier aufstiegen. Er machte sich an der Spitze isaurischer Truppen verdient, indem er 447 die oströmische Hauptstadt Konstantinopel erfolgreich gegen den Hunnenkönig Attila verteidigte. Zu dieser Zeit fungierte er vielleicht bereits als magister militum per Orientem, also als Oberbefehlshaber der römischen Truppen an der Ostgrenze zu Persien. Im Jahr 448 bekleidete er den Konsulat. 
In den folgenden beiden Jahren widersetzte er sich dem Versuch mancher Hofkreise, gegenüber Attila eine Friedenspolitik zu verfolgen. 450 wurde in Konstantinopel anscheinend befürchtet, dass Zenon, nachdem doch ein Vertrag mit Attila geschlossen worden war, revoltieren würde. Dennoch wurde Zenon 451 zum patricius ernannt. Er starb in der Regierungszeit Markians (also vor 457). Zenons Sohn Tarasicodissa nahm später den Namen Zenon an, sehr wahrscheinlich auch aufgrund der bekannten Leistungen seines Vaters. Auch der spätere Kaiser Zenon, ebenfalls ein Isaurier, nahm den Namen des berühmten Heermeisters an, ohne mit ihm verwandt zu sein.